# Stylidium pseudosacculatum
Stylidium pseudosacculatum este o specie de plante dicotiledonate din genul Stylidium, familia Stylidiaceae, ordinul Asterales, descrisă de A. Lowrie, A.H. Burbidge și Amp; K.F. Kenneally. Conform Catalogue of Life specia Stylidium pseudosacculatum nu are subspecii cunoscute.